# 雅丽千金藤
雅丽千金藤（学名：Stephania elegans）为防已科千金藤属的植物。分布于印度、尼泊尔、锡金以及中国大陆的云南等地，生长于海拔1,200米至1,500米的地区，目前尚未由人工引种栽培。